# Джангир-ага
Джангир-ага (ок. 1874 — 1943) — национальный герой езидов. Сын Хатиб-аги, главы племени Мандики  конфедерации племён зукри, жившего в районе Бергри (бассейн реки Карасу, к востоку от озера Ван).

## Биография
Родился в селении Чубухлы Ванского вилайета Османской империи.
В качестве племенного предводителя был командиром полка иррегулярной конницы «Хамидие» в армии Османской империи, в составе которой вступил в Первую мировую войну. Полк курдов-езидов во главе с Джангир-агой с самого начала войны старался не участвовать в военных действиях против российской армии.
В 1915 году, после занятия Вана российской армией, Джангир-Ага перешёл со своим полком на её сторону вместе с другими четырьмя полками курдов-езидов, во главе которых стояли Сардар-бек, Наджид-бек, Осман-ага и Хусейн-бек. Предположительно в 1909 году произошла встреча Джангир-аги с Андраником Озаняном, положившая начало их боевой дружбе. Джангир-ага поддерживал армянских повстанцев, оказывал им военную и материальную помощь.
После распада Кавказского фронта в 1918 году кавалеристы Джангир-аги действовали в составе Армянского добровольческого корпуса.
16 — 18 мая 1918 года в Баш-Апаранском сражении, большую часть конницы армянских войск составляли соединения курдов-езидов Джангир-аги.
Приветствовал установление в декабре 1920 г. Советской власти в Армении.
Был арестован в 1938 году, умер в Саратовской тюрьме. В 1959 году посмертно реабилитирован.

## Память
- В Ереване в память о полководце был открыт бюст Джангир-Аге.
- Джангир-ага